# 立陶宛動物園
立陶宛動物園舊稱考那斯動物園（Kauno zoologijos sodas），建於1938年，是立陶宛歷史最久的動物園，佔地約15.66公頃，位於考那斯扎利阿卡尔尼斯西南部的橡木公園一角。

## 沿革

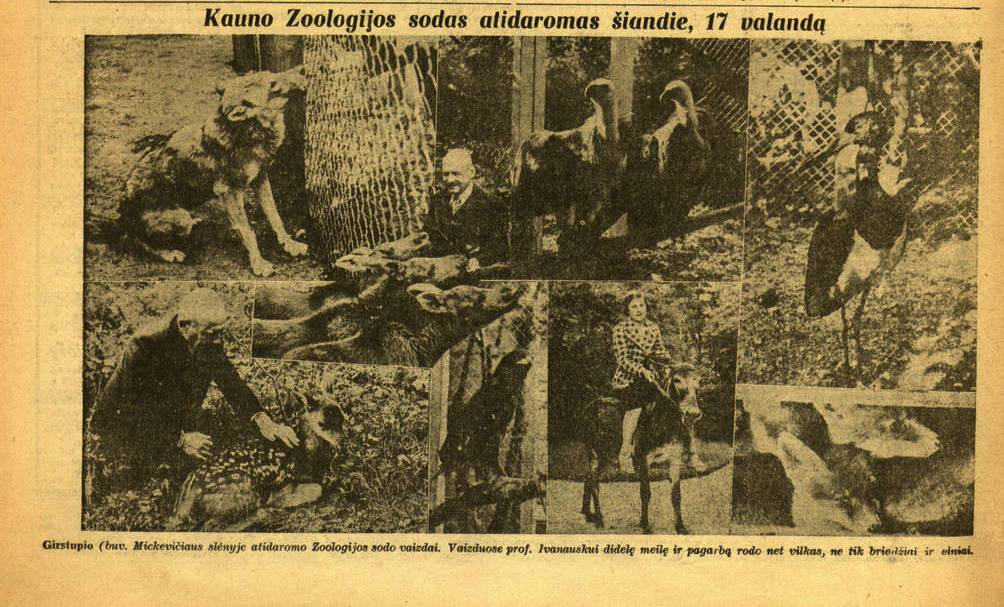
1938年動物園開幕時的情景

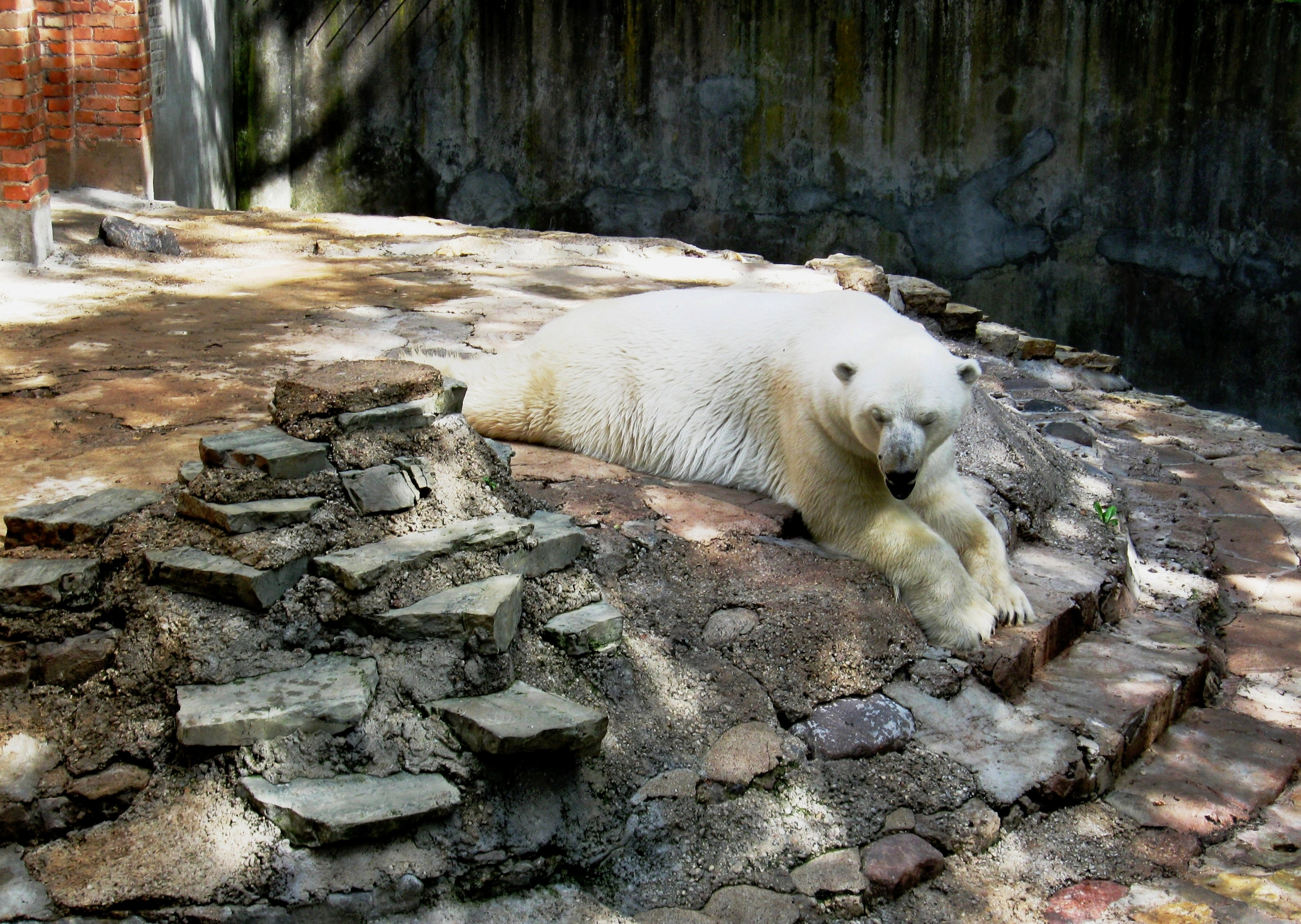
北極熊卡斯帕拉斯，攝於2008年

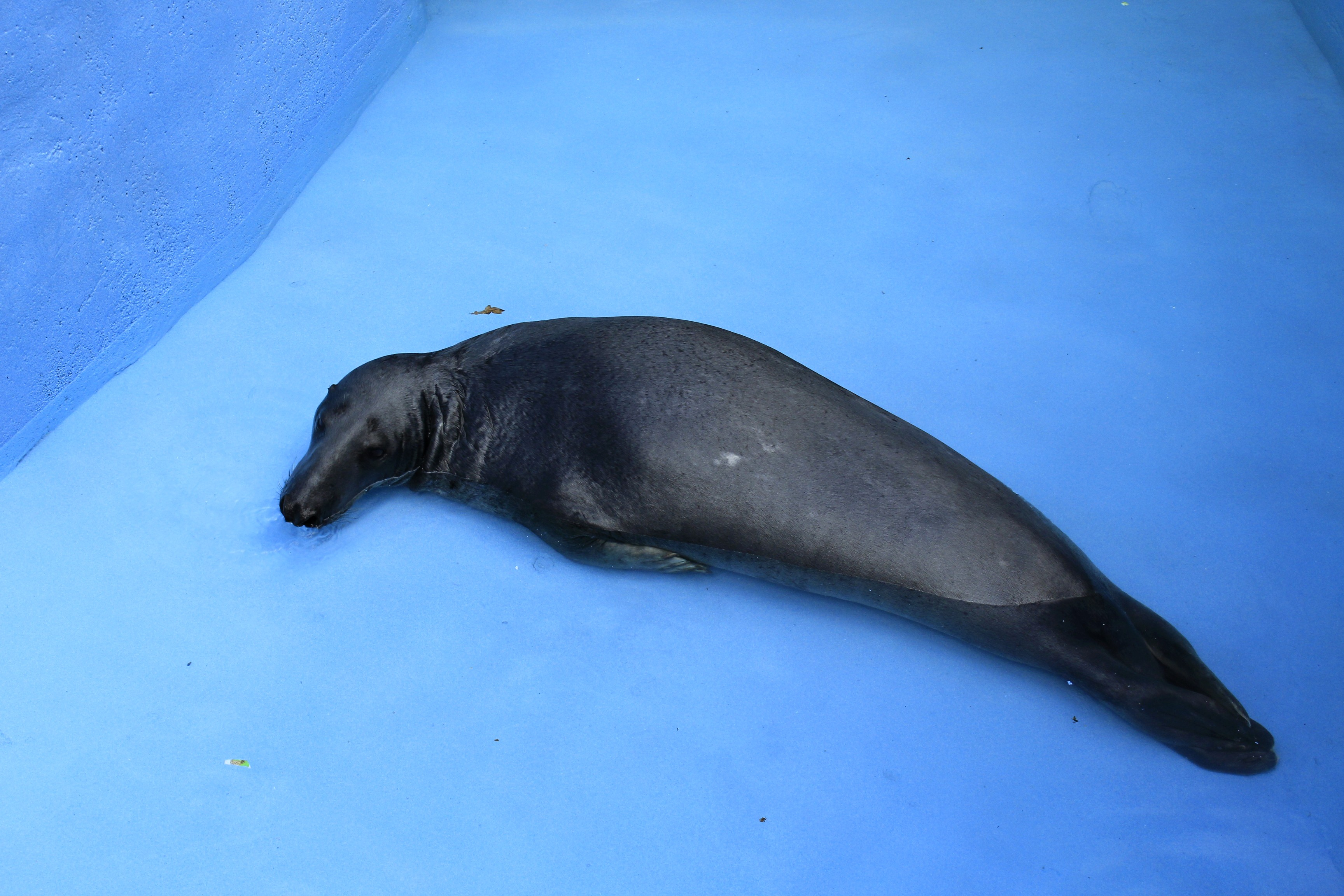
海豹卡朱斯

1935年，立陶宛動物學家塔達斯·伊瓦納斯卡斯開始籌建動物園，以向大眾推動自然保護與保護瀕危物種為宗旨，1938年7月1日動物園完工開幕，當時園內有40隻動物，包括狐狸、鹿、野豬、駝鹿、狼、浣熊、雪貂、驢子、禿鷹、白鸛、蒼鷺、老鷹與貓頭鷹等一年內即增加至150隻，其中許多動物來自里加動物園與華沙動物園。2013年動物園中已有2022隻（共250種）動物，包括昆蟲、魚類、兩生類、爬行類、鳥類（白頰黑雁、瀆鳧、雪鴞、黑天鵝、白尾海鵰、小烏雕、葵花鳳頭鸚鵡、亞馬遜鸚鵡與藍黃金剛鸚鵡等）與哺乳類（長頸鹿、斑馬、駱駝、鱷魚、虎、獅、熊、猴與海豹等）等各類動物，為一中型動物園。園中有狒狒、黑帽捲尾猴、絨頂檉柳猴與普通狨等四種猴，飼養在兩個透明玻璃圍繞的展區；海豹池裡飼養的海豹卡朱斯（Kajus）於2000年在拉脫維亞海岸被發現後，最初被送到該國里加動物園，同年7月來到立陶宛動物園。
動物園內曾有一隻名為卡斯帕拉斯（Kasparas）的北極熊，於2013年因腿部受傷不癒而被安樂死，其遺體被送往塔達斯·伊瓦納斯卡斯動物學博物館以製成標本，2013年起在博物館中展示，考那斯的一處地下道也設計了北極熊圖案裝飾以紀念卡斯帕拉斯。
2000年代起動物園營運資金短缺，許多設備年久失修，2007年一項改善動物生活環境的計畫也因缺乏資金而被迫暫緩。2011年立陶宛有一枚以此動物園為主題的郵票發行。
立陶宛動物園進行了許多動物的野外復育計畫，2011年起，已有超過300隻動物在動物園圈養的環境中出生後被成功野放，包括歐洲澤龜、鵰鴞與歐亞猞猁等，2017年起與其他研究機構合作展開鈴蟾的復育計畫。另外也與立陶宛自然基金（Lietuvos Gamtos Fondas）合作進行隱士甲蟲的生活環境研究計畫。

## 圖集

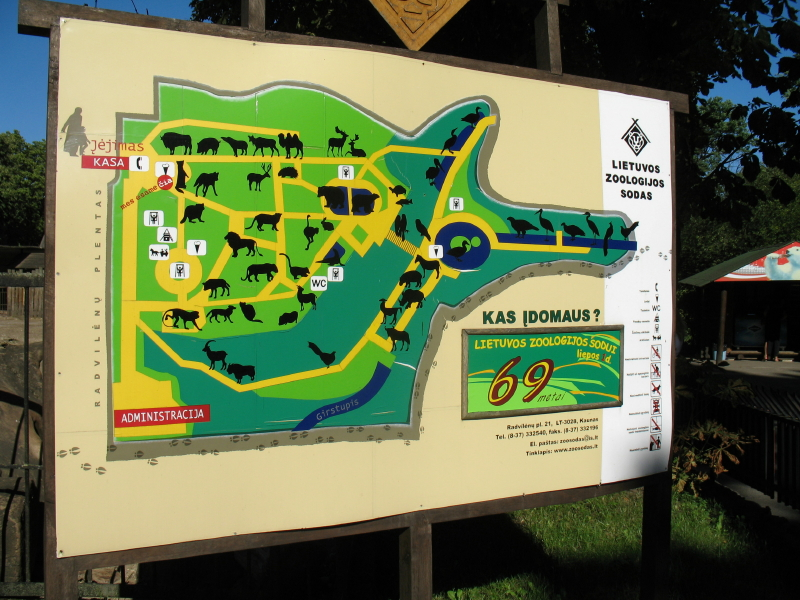
動物園地圖
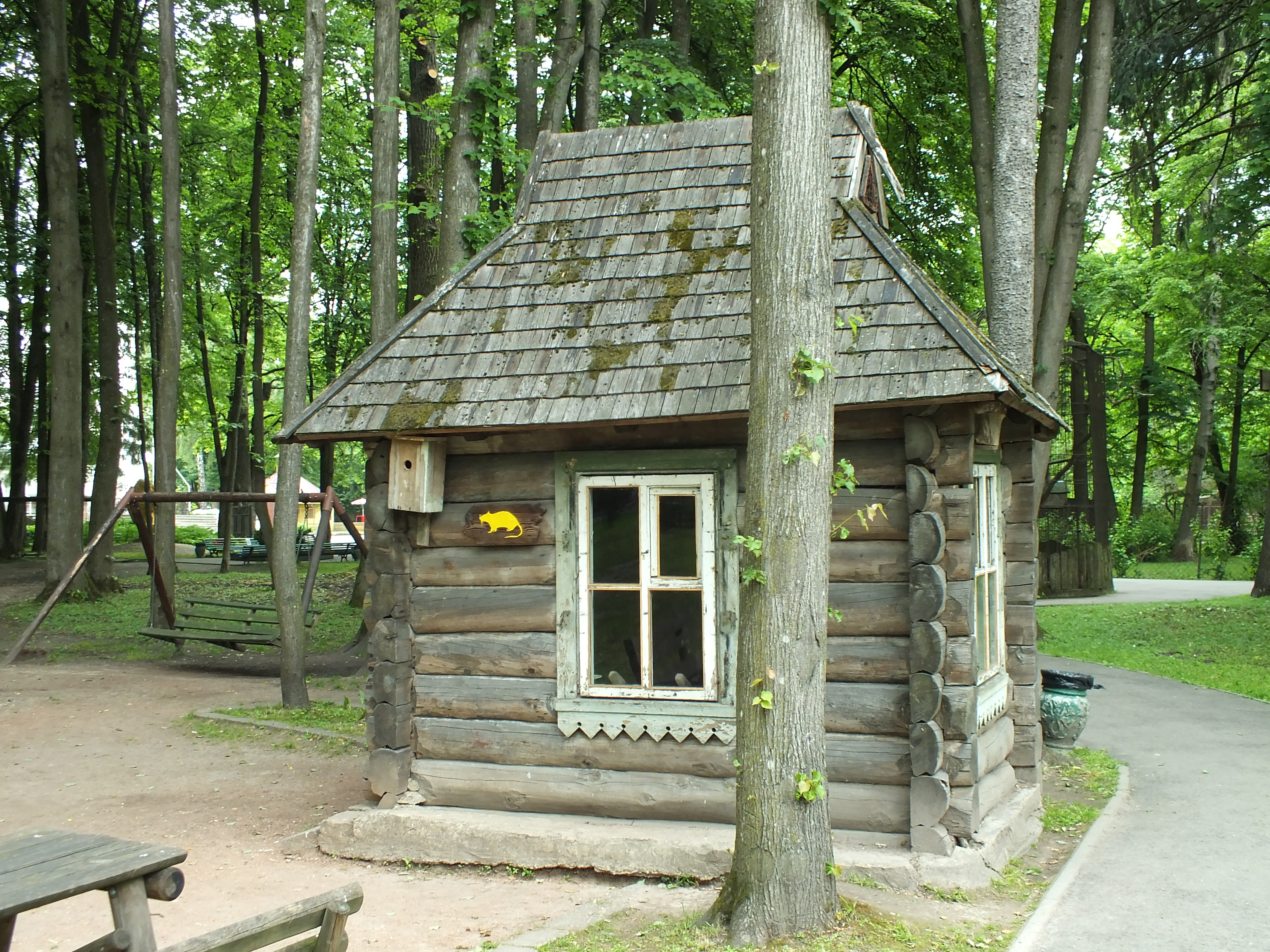
1938年開幕時入口的亭子
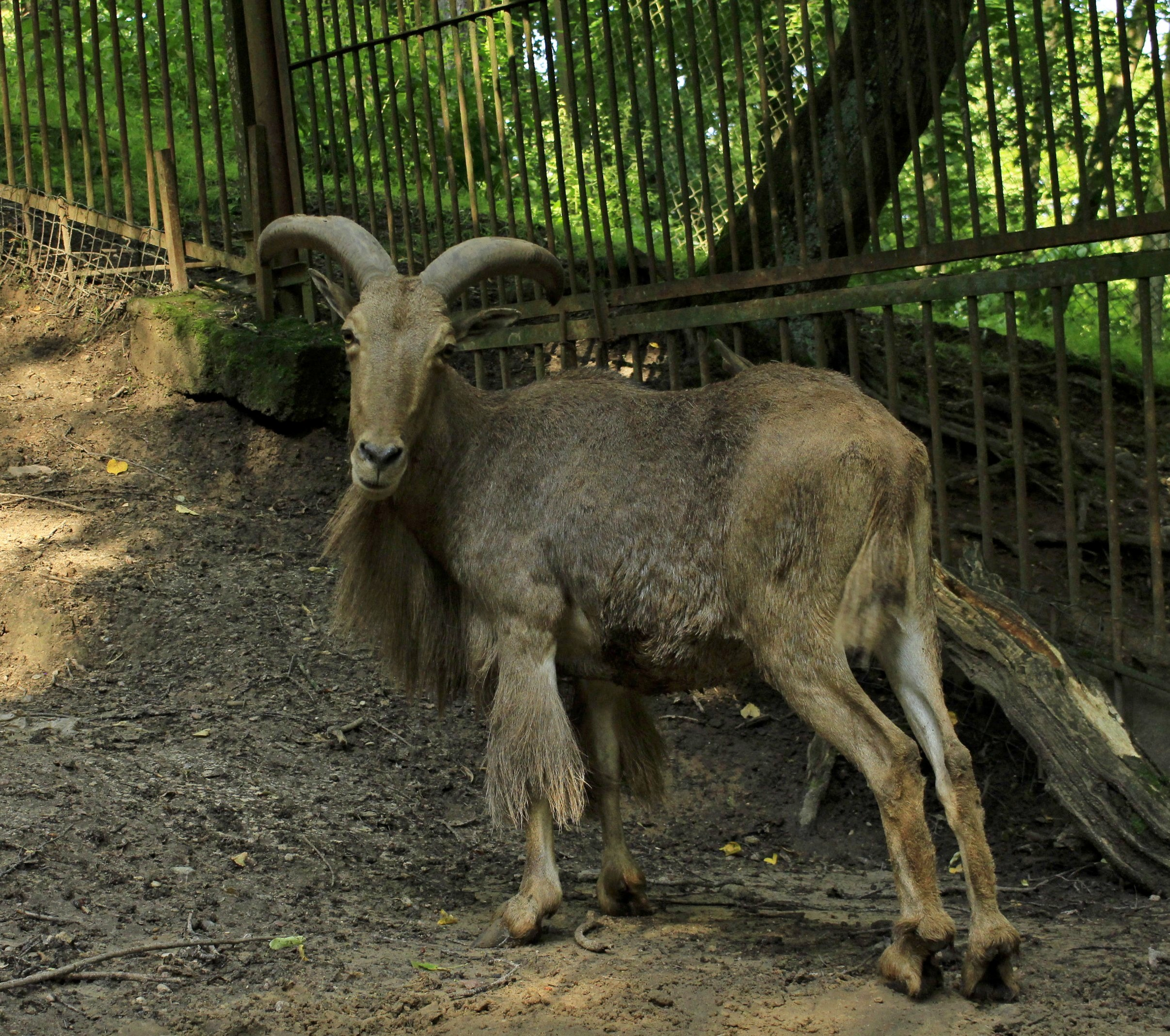
髯羊
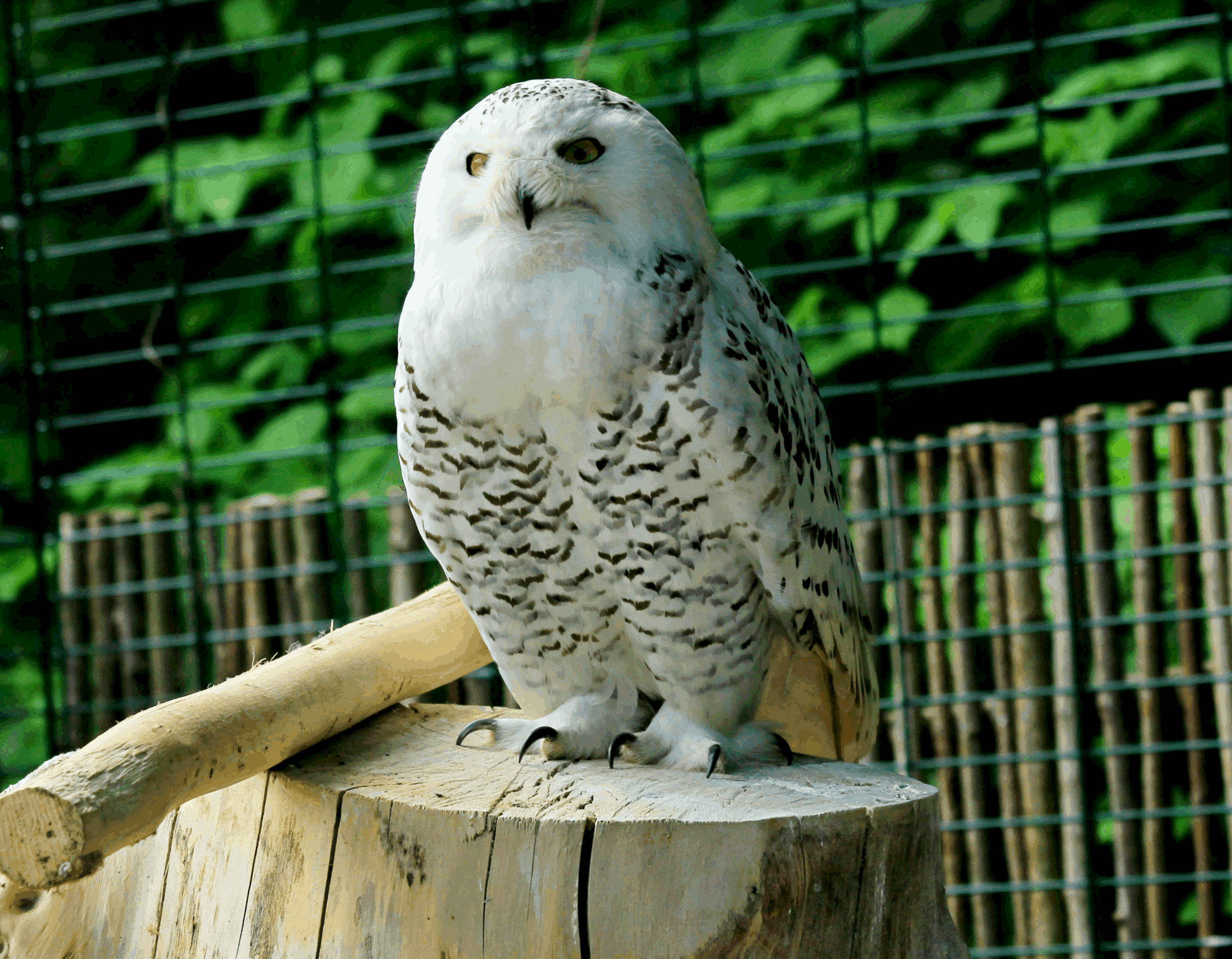
雪鴞
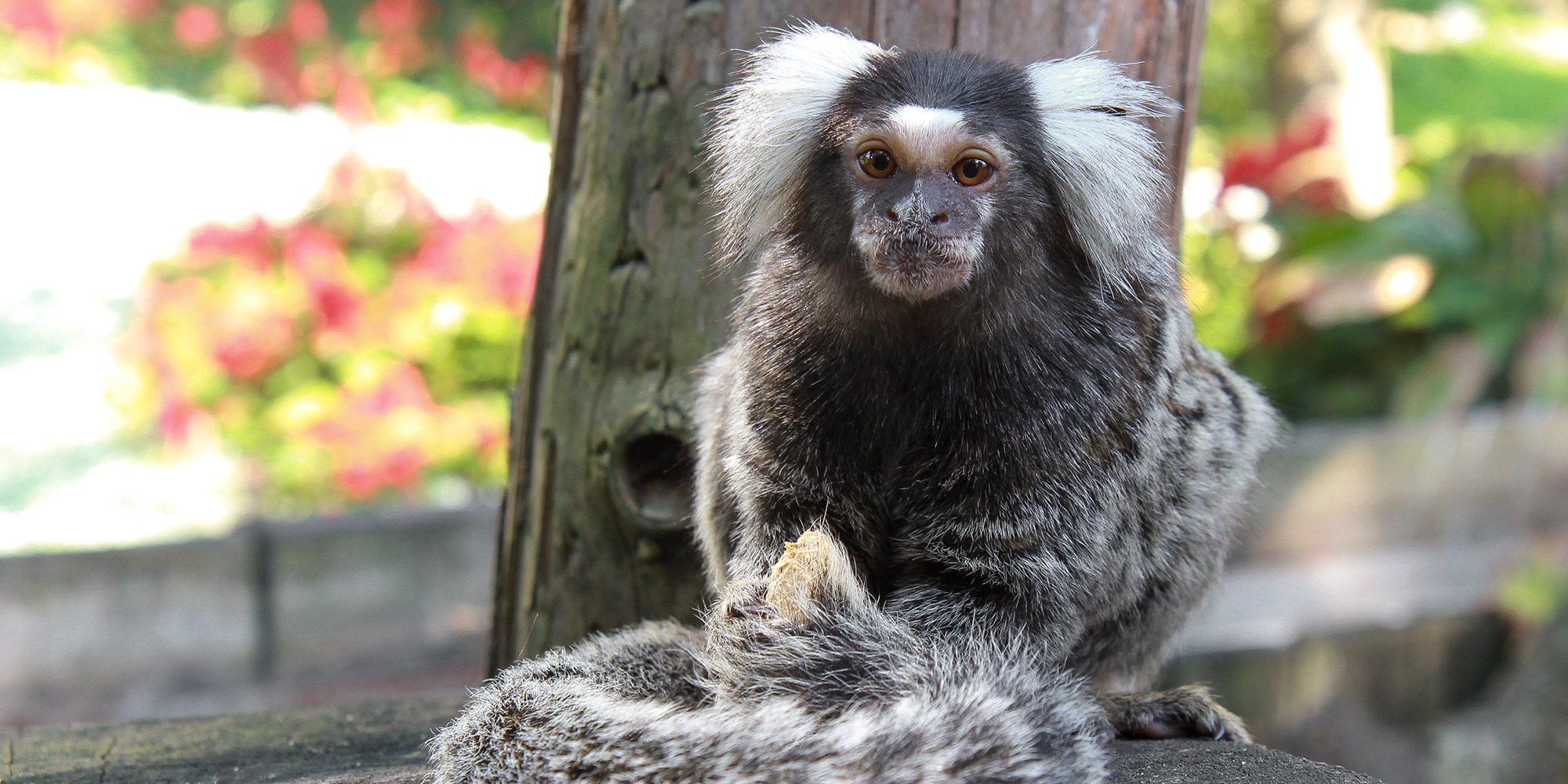
普通狨
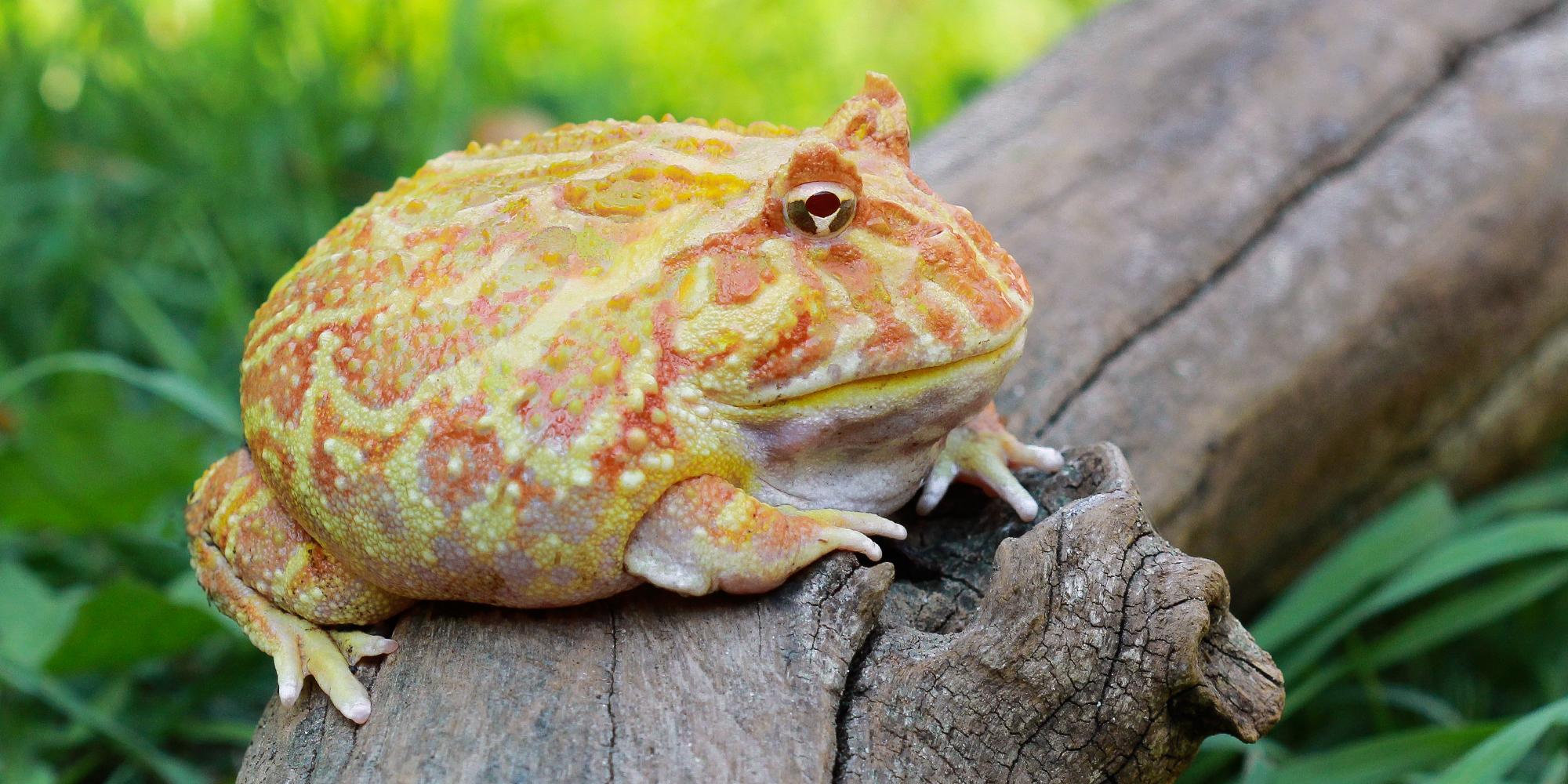
角蛙